# Прапор Немирівського району
Пра́пор Неми́рівського райо́ну — один з офіційних символів Немирівського району Вінницької області, затверджений 9 жовтня 2009 року рішенням сесії Немирівської районної ради.

## Опис
Прапор виглядає як прямокутне полотнище зі співвідношенням сторін 2:3 та складається з трьох рівних за шириною смуг: вертикальної червоної (біля древка) і горизонтальних синьої та жовтої. На червоній розміщено білий лапчастий хрест, у центрі якого лазуровий щиток з білим півмісяцем.